# Свети престол
Вижте пояснителната страница за други значения на престол.
Светият престол (на латински: Sancta Sedes; на италиански: Santa Sede) e епископската юрисдикция на Католическата църква в Рим.
Върховенството на Рим прави неговия епископ световен лидер на църквата, по-известен като Папата. Светият престол е висш орган на Католическата църква и тялото на централното управление на Католическата църква.
Често неправилно наричан като „Ватикана“, Светият престол не е едно и също с държавата град Ватикан, създадена едва през 1929 г.; Светият престол, Римската епархия, датира от епохата на ранното християнство. Светият престол представлява юридическо лице, докато Ватикан е пространството, на което се намира основната част от административните постройки и служби на Светия престол. Де юре и де факто субект на международното право е именно Светият престол като цяло, а не Ватиканът. Светият престол не представлява нито минидържава, нито свободен град, той също е особен субект на правото, подобен на тях, но единствен по рода си, притежаващ определени характеристики на държавите, но не и всички тях.